# Pernegg
Pernegg è un comune austriaco di 709 abitanti nel distretto di Horn, in Bassa Austria; ha lo status di comune mercato (Marktgemeinde).